# VfR 08 Oberhausen
Der VfR 08 Oberhausen (offiziell: Verein für Rasensport 08 Oberhausen e.V.) ist ein Sportverein aus Oberhausen. Die erste Fußballmannschaft spielte drei Jahre in der höchsten niederrheinischen Amateurliga.

## Geschichte
Der Verein wurde im Jahre 1908 als Germania Oberhausen gegründet. Die Clubgründer waren Mitglieder der Arbeiter-Sportgemeinden Siegespalme und Prinz Heinrich. 1920 fusionierte die Germania mit dem SC Preußen Frintrop zum VfR 08 Oberhausen. Gleichzeitig musste der VfR zwangsweise mit den Vereinen Blau-Weiß Oberhausen und Sportklub 1919 Oberhausen fusionieren. Nach dem Ende des Zweiten Weltkrieges fusionierte der wieder eigenständige VfR mit dem SC 20 Oberhausen zum FK 08 Oberhausen. Schon ein Jahr später wurde die Fusion wieder gelöst.

### Fußball
Die Fußballer des VfR 08 schafften im Jahre 1926 den Aufstieg in die 2. Bezirksklasse Niederrhein. Zwei Jahre später scheiterte die Mannschaft in der Aufstiegsrunde zur erstklassigen 1. Bezirksklasse Niederrhein noch am VfB Speldorf und dem SV Rheinhausen. Ein Jahr später gelang der Aufstieg in die nach einer Ligareform zweitklassige 1. Bezirksklasse, bevor der VfR 1930 in die nunmehr erstklassige Bezirksliga Niederrhein aufstieg. In der höchsten Spielklasse kamen die Oberhausener nicht über den Abstiegskampf hinaus und verpassten die 1933 neu eingeführte Gauliga Niederrhein um Längen.
Der VfR spielte nach Kriegsende in der Bezirksklasse und wurde dort 1951 Meister. Damit stiegen die Oberhausener in die Landesliga auf, die seinerzeit die höchste Amateurliga am Niederrhein bildete. Nach drei Jahren Landesliga ging es 1954 wieder runter in die Bezirksklasse. 13 Jahre hielt sich der VfR 08 dort auf, ehe die Mannschaft 1967 in die Kreisklasse absteigen musste. Drei Jahre später gelang der Wiederaufstieg, bevor die Rasensportler 1974 in die Landesliga zurückkehrten. Dort wurde der VfR 1976 Vizemeister hinter den Sportfreunden Katernberg, bevor die Mannschaft 1984 wieder in die Bezirksliga absteigen musste.
Vier Jahre später folgte der Abstieg in die Kreisliga A und 1998 der Gang in die Kreisliga B. Nach vier Jahren gelang der Wiederaufstieg in die Kreisliga A, bevor der VfR im Jahre 2010 den Aufstieg in die Bezirksliga schaffte. Als Tabellenletzter ging es für die Rasensportler 2014 wieder hinunter in die Kreisliga A.

### Handball
Die ehemalige Handballabteilung konnte im Nachwuchsbereich Erfolge feiern. Die weibliche B-Jugend wurde im Jahre 1986 zunächst Westdeutscher Meister und belegte bei der anschließend ausgespielten Deutschen Meisterschaft den dritten Platz. Zwei Jahre später stieg die Frauenmannschaft in die Verbandsliga Niederrhein auf. 1995 wurden die Oberhausenerinnen Meister und schafften den Aufstieg in die Oberliga Nordrhein. Nachdem sich zahlreiche Spielerinnen aus beruflichen bzw. familiären Gründen zurückzogen und der Nachwuchs fehlte, wurde die Abteilung im Jahre 2000 aufgelöst.

## Persönlichkeiten
- Willi Demski
- Friedel Feldkamp
- Georg „Schorsch“ Gawliczek
- Madeline Gier
- Emmanuel Gyamfi
- Erich Juskowiak
- Friedhelm Kobluhn
- Theodor „Teddy“ Lohrmann